# 5-я флотилия эскадренных миноносцев кригсмарине
5-я флотилия эскадренных миноносцев кригсмарине (нем. 5. Zerstörer-Flottille) — подразделение военно-морского флота нацистской Германии, одна из 7 флотилий эскадренных миноносцев ВМФ Германии периода Второй мировой войны.

## История
Флотилия была сформирована из уцелевших кораблей 1-й флотилии эсминцев 14 мая 1940 года и существовала до конца войны. Первым командиром флотилии был назначен капитан-цур-зее Альфред Шеммель. Фактический состав флотилии зачастую менялся, штабу флотилии могли подчиняться эсминцы других соединений, участвующие в общей операции или сосредоточенные на одном театре военных действий.
В 1942—1943 гг. действовала в Норвегии.

## Состав
В состав 5-й флотилии в 1940—1945 гг. в разное время входило 7 эсминцев типов 1934, 1934А и 1936А, в том числе эсминцы «Фридрих Экольдт» (Z-16), «Рихард Байтцен» (Z-4), «Фридрих Инн» (Z-14), «Эрих Штайебринк» (Z-15), Z-25, Z-29, а также ZH-1.

## Командиры
| Время                             | Командующий флотилией                               |
| --------------------------------- | --------------------------------------------------- |
| 14 мая 1940 — 13 августа 1940     | фрегаттен-капитан Альфред Шеммель;                  |
| 14 августа 1940 — 17 июля 1942    | капитан-цур-зее Фриц Бергер;                        |
| 18 июля 1942 — 31 декабря 1942    | капитан-цур-зее Альфред Шеммель;                    |
| 25 февраля 1943 — 15 февраля 1944 | капитан-цур-зее Макс-Экарт Вольф;                   |
| 15 февраля 1944 — 15 апреля 1944  | капитан-цур-зее Теодор фон Маухенхайм Бехтольсхайм; |
| 16 апреля 1944 — 20 апреля 1944   | фрегаттен-капитан Отто Тайхман;                     |
| 20 апреля 1944 — 10 мая 1945      | капитан-цур-зее Георг Лангхельд;                    |